# Discusprothese
Een discusprothese of kunsttussenwervelschijf is een kunstmatige tussenwervelschijf die tussen twee wervels kan worden geplaatst als de oorspronkelijke tussenwervelschijf is verwijderd, bijvoorbeeld wegens een rughernia. 
Het doel hiervan kan zijn drie nadelige effecten van de verwijdering tegen te gaan: het hoogteverlies, waardoor de aangrenzende wervels op elkaar zouden komen te staan, en het functieverlies, waarbij de wervelkolom a) een deel van zijn normale flexibiliteit verliest na de operatie, waardoor aangrenzende tussenwervelschijven weer zwaarder belast worden, en b) de verminderde stootkussenfunctie van de gezamenlijke tussenwervelschijven. 
Het hoogteverlies wordt vaak tegengegaan door opvullen van de ontstane holte met vrije bottransplantaten; hierbij blijft de flexibiliteit echter niet behouden. 
Discusprothesen zijn nog in een experimenteel stadium en worden in Nederland weinig gebruikt.